# 卡斯爾鎮區 (堪薩斯州麥克弗森縣)
卡斯爾鎮區（英語：Castle Township）為美國堪薩斯州麥克弗森縣轄下的鎮區。2010年美国人口普查中此鎮區人口有202人。

## 地理
卡斯爾鎮區涵蓋總面積為93.7平方（36.18平方英里），其中陸地面積為93.5平方（36.09平方英里），水域面積為0.23平方（0.09平方英里）或0.25%。

## 人口統計
根據2010年美國人口普查，卡斯爾鎮區人口有202人，其中男性有99人，女性有103人，人口密度為每平方公里2.16人，住房計98戶。鎮區內的白人有188人，非裔美國人有1人，美洲原住民有0人，亞裔美國人有1人，太平洋島裔美國人有0人，其他種族有9人，混血種族則有3人。此外鎮區內有14人為西班牙裔或拉丁裔美國人。此鎮區之年齡中位數為44.7歲，而男性年齡中位數為41.4歲，女性年齡中位數為45.3歲。

## 交通

### 主要公路
- 56號美國國道